# Grégoire Jacq
Grégoire Jacq (Clermont-Ferrand, 9 novembre 1992) è un tennista francese.

## Carriera
Specialista del doppio, nel circuito maggiore ha giocato le finali allo Swedish Open 2024 e al Croatia Open Umag 2024. Nei tornei del Grande Slam ha raggiunto il terzo turno al Roland Garros 2024. Vanta diversi titoli nell'ATP Challenger Tour, è entrato per la prima volta nella top 100 del ranking ATP nel maggio 2024 e ha raggiunto il 59º posto nel febbraio 2025
In singolare ha vinto alcuni titoli ITF e ha raggiunto la 332ª posizione del ranking nell'ottobre 2018; dal 2019 ha giocato quasi esclusivamente in doppio.

## Statistiche

### Doppio

#### Finali perse (2)
| Legenda              |
| Grande Slam (0)      |
| ATP Tour Finals (0)  |
| ATP Masters 1000 (0) |
| ATP Tour 500 (0)     |
| ATP Tour 250 (2)     |

| N. | Data           | Torneo                   | Superficie  | Compagno       | Avversari in finale                       | Punteggio |
| 1. | 20 luglio 2024 | Swedish Open, Båstad     | Terra rossa | Manuel Guinard | Orlando Luz Rafael Matos                  | 5-7, 4-6  |
| 2. | 27 luglio 2024 | Croatia Open Umag, Umago | Terra rossa | Manuel Guinard | Guido Andreozzi Miguel Ángel Reyes Varela | 4-6, 2-6  |

### Tornei Challenger

#### Doppio

##### Vittorie (11)
| N.  | Data              | Torneo                                     | Superficie  | Compagno       | Avversari in finale                   | Punteggio         |
| 1.  | 17 giugno 2023    | Open de Lyon Challenger, Lione             | Terra rossa | Manuel Guinard | Constantin Frantzen Hendrik Jebens    | 6-4, 2-6, [10-7]  |
| 2.  | 25 giugno 2023    | Internationaux de Tennis de Blois, Blois   | Terra rossa | Dan Added      | Théo Arribagé Luca Sanchez            | 6-4, 6-4          |
| 3.  | 9 luglio 2023     | Internationaux de Tennis de Troyes, Troyes | Terra rossa | Manuel Guinard | Álvaro López San Martín Daniel Rincón | walkover          |
| 4.  | 23 luglio 2023    | Dutch Open, Amersfoort                     | Terra rossa | Manuel Guinard | Mats Hermans Sander Jong              | 6-4, 6-4          |
| 5.  | 13 agosto 2023    | Meerbusch Challenger, Meerbusch            | Terra rossa | Manuel Guinard | Fernando Romboli Marcelo Zormann      | 7-5, 7-6(3)       |
| 6.  | 14 gennaio 2024   | Nonthaburi Challenger, Nonthaburi          | Cemento     | Manuel Guinard | Francis Casey Alcantara Sun Fajing    | 6-4, 7-6(6)       |
| 7.  | 24 marzo 2024     | Zadar Open, Zara                           | Terra rossa | Manuel Guinard | Roman Jebavý Zdeněk Kolář             | 6-4, 6-4          |
| 8.  | 16 giugno 2024    | Open de Lyon Challenger, Lione             | Terra rossa | Manuel Guinard | Markos Kalovelonis Vladyslav Orlov    | 4-6, 6-3, [10-6]  |
| 9.  | 7 luglio 2024     | Salzburg Open, Salisburgo                  | Terra rossa | Manuel Guinard | Petr Nouza Patrik Rikl                | 2-6, 6-3, [14-12] |
| 10. | 15 settembre 2024 | Open de Rennes, Rennes                     | Cemento     | Sander Arends  | Antoine Escoffier Joshua Paris        | 6-4, 6-2          |
| 11. | 22 marzo 2025     | Murcia Open, Murcia                        | Terra rossa | Orlando Luz    | Jesper de Jong Mats Hermans           | 6-4, 6-4          |

##### Finali perse (5)
| N. | Data              | Torneo                                        | Superficie  | Compagno       | Avversari in finale                       | Punteggio           |
| 1. | 4 giugno 2023     | Troisdorf Challenger, Troisdorf               | Terra rossa | Manuel Guinard | Íñigo Cervantes Oriol Roca Batalla        | 2-6, 6(1)-7         |
| 2. | 7 luglio 2024     | Tennis Open Karlsruhe, Karlsruhe              | Terra rossa | Dan Added      | Jakob Schnaitter Mark Wallner             | 4-6, 0-6            |
| 3. | 29 settembre 2024 | Open d'Orleans, Orléans                       | Cemento (i) | Manuel Guinard | Sascha Gueymard Wayenburg Benjamin Bonzi  | 6(7)-7, 6-4, [5-10] |
| 4. | 29 marzo 2025     | Girona Challenger, Gerona                     | Terra rossa | Orlando Luz    | David Vega Hernández Anirudh Chandrasekar | 4-6, 4-6            |
| 5. | 10 maggio 2025    | Internazionali d'Abruzzo, Francavilla al Mare | Terra rossa | Théo Arribagé  | Luis David Martínez Facundo Mena          | 5-7, 6-2, [6-10]    |